# Javljen
Javljen (denumit anterior: Javljem) este un sat din comuna Nikšić, Muntenegru. Conform datelor de la recensământul din 2003, localitatea are 62 de locuitori (la recensământul din 1991 erau 89 de locuitori).

## Demografie
În satul Javljem locuiesc 52 de persoane adulte, iar vârsta medie a populației este de 43,4 de ani (40,6 la bărbați și 46,8 la femei). În localitate sunt 19 gospodării, iar numărul mediu de membri în gospodărie este de 3,26.
Această localitate este populată majoritar de sârbi (conform recensământului din 2003).
|  |

| Demografie | Demografie | Demografie |
| An         | Locuitori  | Locuitori  |
| ---------- | ---------- | ---------- |
|            |            |            |
|            |            |            |
|            |            |            |
|            |            |            |
| 1948       | 159        |            |
| 1953       | 175        |            |
| 1961       | 185        |            |
| 1971       | 167        |            |
| 1981       | 126        |            |
| 1991       | 89         | 89         |
| 2003       | 65         | 62         |

| \| Componența etnică conform recensământului din 2003[2] \| Componența etnică conform recensământului din 2003[2] \| Componența etnică conform recensământului din 2003[2] \| Componența etnică conform recensământului din 2003[2] \| Componența etnică conform recensământului din 2003[2] \| \| ----------------------------------------------------- \| ----------------------------------------------------- \| ----------------------------------------------------- \| ----------------------------------------------------- \| ----------------------------------------------------- \| \| \| \| \| \| \| \| Sârbi \| Sârbi \| \| 43 \| 69,35% \| \| Muntenegreni \| Muntenegreni \| \| 19 \| 30,64% \| \| necunoscută \| necunoscută \| \| 0 \| 0% \| |              |  |    |        |
| Componența etnică conform recensământului din 2003 |              |  |    |        |
| |              |  |    |        |
| Sârbi | Sârbi        |  | 43 | 69,35% |
| Muntenegreni | Muntenegreni |  | 19 | 30,64% |
| necunoscută | necunoscută  |  | 0  | 0%     |